# حقوق الإنسان في سويسرا

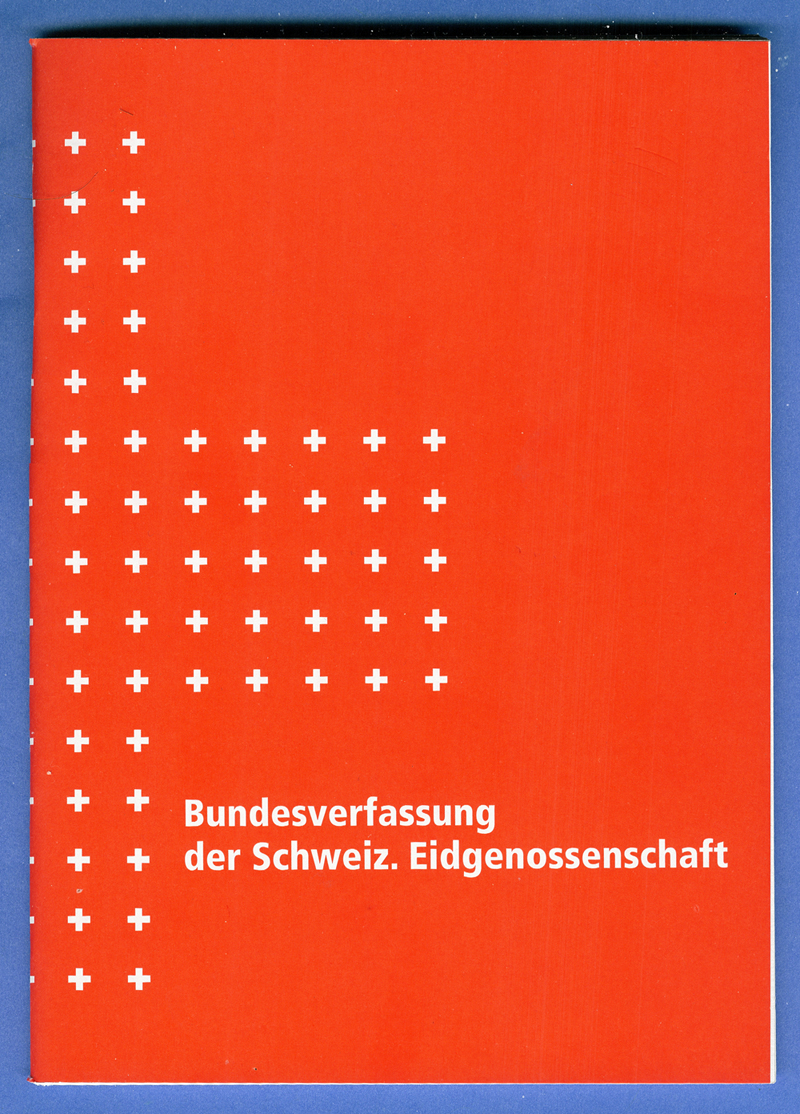

تنص واحدة من أقدم الديمقراطيات في أوروبا على أن حقوق الإنسان مضمونة بشكل شامل في سويسرا. غالبًا ما تكون سويسرا موجودة في مقدمة الدول الأوروبية التي تدعم الحريات المدنية الدولية وتصنيفات الحقوق السياسية أو قريبة منها. تعتبر سويسرا حقوق الإنسان من أهم ما يميز نظام القيم في البلاد، وذلك كما هو موضح في الدستور الاتحادي والنموذج السياسي. يُعتبر تعزيز السلام والاحترام المتبادل والمساواة وعدم التمييز عناصر أساسية في الانتخابات الديمقراطية في البلاد.
وقّعت سويسرا على جميع الصكوك الدولية المتعلقة بحقوق الإنسان، وهي أيضًا الدولة التي يُقام فيها مؤتمر جنيف، ومقر للعديد من المنظمات غير الحكومية المتعلقة بحقوق الإنسان مثل منظمة الصليب الأحمر. يملك مجلس الأمم المتحدة لحقوق الإنسان الذي وقّعت سويسرا عضويتها فيه، والذي كان لها دورًا فعالًا في تأسيسه مقعدًا في جنيف. يعد احترام حقوق الإنسان وتعزيز الديمقراطية أحد أهداف السياسة الرسمية الخمسة لسويسرا.

## المشاركة الدولية
تُعد سويسرا طرف في عدد من الآليات الدولية التي تعزز حقوق الإنسان ولها تأثير كبير عليها.

### مجلس حقوق الإنسان
كان مجلس الأمم المتحدة لحقوق الإنسان مبادرة طرحتها سويسرا في عام 2006 ليحل محل لجنة الأمم المتحدة السابقة لحقوق الإنسان. حافظت سويسرا بعد ذلك على عضويتها النشطة في جميع عمليات التعزيز والتشجيع الدوليين الخاصة بالمجلس. وافق المجلس على عضوية سويسرا الثالثة مؤخرًا عقب التحسينات الموصى بها كما في المراجعة الدورية الشاملة لعام 2012، والتي شملت تعزيز المساواة بين الجنسين وأحكام قضاء الشباب، وتقليل التمييز العنصري ومكافحة الاستخدام المفرط للقوة من خلال إنفاذ القانون.
اعتبرت سويسرا أن حماية حقوق الإنسان على المستوى الدولي واحدة من ثلاثة تعهدات طوعية رئيسية. حُدد قرار إلغاء عقوبة الإعدام على المستوى الدولي والعقوبة الأشد على انتهاكات حقوق الإنسان، ومكافحة التمييز القائم على الميل الجنسي وحماية المدافعين عن حقوق الإنسان كأهداف سياسية رئيسية.
يُعد توسيع وتعزيز مجلس الأمم المتحدة لحقوق الإنسان وسلطاته أولوية قصوى بالنسبة إلى سويسرا، وتعزيز الاحترام العالمي لجميع حقوق الإنسان في دستور الأمة. وُثِّق هذا الهدف أيضًا في طلب سويسرا لعام 2015 لتجديد عضوية مجلس حقوق الإنسان، فرغبت في تعزيز مشاركة المنظمات غير الحكومية، وتدريب جميع الدول على الإدارة العالمية لحقوق الإنسان، وإنشاء أنظمة دعم للدول الفقيرة من أجل التمكن من المشاركة بشكل أكبر في مناقشات حقوق الإنسان من خلال المساعدة المالية مع إقامة المندوب في جنيف.

### المعاهدات
أبرمت سويسرا العديد من معاهدات حقوق الإنسان، ويشمل ذلك اتفاقية الأمم المتحدة لمناهضة التعذيب ،وغيره من أنواع المعاملة السيئة أو العقوبة القاسية أو اللاإنسانية أو المهينة، والبروتوكول الاختياري لاتفاقية مناهضة التعذيب والبروتوكول الاختياري الثاني الملحق بالعهد الدولي الخاص بالحقوق المدنية والسياسية والهادف إلى إلغاء عقوبة الإعدام، واتفاقية القضاء على جميع أشكال التمييز ضد المرأة والاتفاقية الدولية للقضاء على جميع أشكال التمييز العنصري، واتفاقية الأمم المتحدة لحقوق الطفل واتفاقية الأمم المتحدة لحقوق الأشخاص ذوي الإعاقة.

## الإنفاذ المحلي لحقوق الإنسان
يسمح البلد بإبرام معاهدة دولية يُصدّق عليها على الفور، وتُصبح قابلة للتنفيذ كقانون وطني بشكل تلقائي دون الحاجة إلى تقييم الآليات الدولية وتنفيذها بشكل فردي يدويًا، وذلك على الرغم من كل الصعوبات المحتملة التي يمكن أن تنشأ عن الطبيعة الفدرالية الكانتونية لسويسرا كدولة. يُعتبر هذا مفيدٌ في محنة سويسرا لزيادة معايير حقوق الإنسان في البلاد. يضع الدستور الاتحادي لسويسرا الكرامة والمساواة على أنهما أهمية قصوى، ويظهر هذا أثناء تطبيق عدد من التشريعات الفيدرالية.

### المدافعون عن حقوق الإنسان
تُعد سويسرا دولة داعمة لإعلان الأمم المتحدة بشأن المدافعين عن حقوق الإنسان، وتعترف بأهمية المدافعين في التطبيق الدولي لحقوق الإنسان، والضغوط التي يمارسها هؤلاء الأفراد والجماعات على الدول لتحسين التزامهم الوطني بحقوق الإنسان. نفذت سويسرا وسعت إلى توحيد المبادئ التوجيهية السويسرية بشأن حماية المدافعين عن حقوق الإنسان في الجهود المبذولة لحماية المدافعين داخلياً، وفي البعثات التي تحركها الحقوق إلى دول قومية أخرى.

#### أحكام مكافحة التمييز
إن مكافحة التمييز وتشجيع الاشتمال هما إحدى الطرق الرئيسية التي تسعى سويسرا إلى تعزيز حقوق الإنسان بها على الصعيد المحلي، وذلك كما هو مشمول في المواد 1 و 2 و 7 من الإعلان العالمي لحقوق الإنسان.
لا تحمي الأحكام المكافحة للتمييز في سويسرا مجتمعات المثليات أو المثليين أو ثنائيي الجنس أو المتحولين جنسياً على وجه التحديد من التمييز إلى الدرجة نفسها التي تحمي فيها من العنصرية. هذا هو واحد من أنواع التمييز القليلة التي تحتاجها الدولة لتحسينها، والتي تعمل عليها سويسرا كما هو موضح في طلبها لفترة ولاية ثالثة في مجلس حقوق الإنسان. يحتوي الاتحاد السويسري قانونًا للشراكة من نفس الجنس وتبنّي طفل، فكان أحد الشركاء بالفعل وصيًا قانونيًا للطفل قبل العلاقة.

#### العنصرية
تستخدم سويسرا العديد من الطرق الكبيرة والصغيرة النطاق والصكوك المحلية والدولية لمنع العنصرية. يحظر القانون الجنائي السويسري التمييز العرقي، وكان جزء من الوثيقة الناتجة عن مؤتمر ديربان الاستعراضي في جنيف في عام 2009. وبالحديث على صعيد المجتمع، يخضع رجال الأمن على اختبار في حقوق الإنسان والأخلاق والعنصرية قبل التوظيف، وتوفر خدمة مكافحة العنصرية الدعم والتعليم والمساعدة المالية للمشروعات التي تسعى إلى القضاء على التمييز من هذا النوع. توفر الخدمة أيضًا العديد من الخطط والتدابير المتاحة في القانون عند حدوث أي حالة لها علاقة بالعنصرية.

#### الجنس
إن الدافع لتحقيق المساواة بين الجنسين في سويسرا واضح في العديد من الصكوك القانونية في البلاد. تشير المادة 8 من الدستور الاتحادي للاتحاد السويسري إلى تمتع الرجال والنساء بحقوق متساوية في مجال القانون وفي الحياة الأسرية وفي العمل. تلتزم سويسرا أيضًا بالوثائق الدولية التي تحاول ضمان المساواة بين الجنسين مثل المحتوى الجنساني في خطة التنمية المستدامة لعام 2030، وكذلك المساعدة على الصعيدين السياسي والمالي في آليات الأمم المتحدة على أمل تحقيق الاعتراف بالمساواة بين الجنسين عالمياً.
احتُفل بعدد من الإنجازات الوطنية في مجال حقوق المرأة في عام 2011. احتفل العام بالذكرى الأربعين لانتخاب المرأة الفيدرالية و 30 عامًا من الحكم الدستوري للمساواة بين الجنسين، و 15 عامًا من الحكم التشريعي للمساواة بين الجنسين كما هو موضح في القانون الفيدرالي للمساواة بين الجنسين.
صدّقت سويسرا أيضًا على البروتوكول الاختياري لاتفاقية القضاء على جميع أشكال التمييز ضد المرأة، ووضعت عدة أحكام قانونية أخرى على الصعيد الوطني لضمان تحقيق المساواة بين الجنسين، ويشمل ذلك قانون مساعدة ضحايا الجريمة، وإنشاء مكتب اتحادي للمساواة بين المرأة والرجل لتدريب الموظفين العموميين  على حوادث العنف المنزلي. يتضمن القانون الجنائي السويسري أيضًا أحكامًا محددة تحظر بعض الأفعال التمييزية بين الجنسين مثل تشويه الأعضاء التناسلية للإناث والزواج القسري. 

#### الأشخاص ذوي الاحتياجات الخاصة
يعاني حوالي 17 ٪ من سكان سويسرا من إحدى أشكال الإعاقة. يهدف قانون المساواة للأشخاص ذوي الإعاقة إلى المساعدة في توظيف المعوقين وردع التمييز.

### منع التعذيب
يحظر الدستور السويسري أي سلوك من هذا النوع، ولكنه كان هناك العديد من التقارير عن الإفراط في القوة والمعاملة غير المشروعة من قبل الشرطة أثناء الاعتقالات. تعاملت سويسرا مع هذه الحالات من خلال إحالتها للمحاكم الجنائية. شكّل ازدياد أعداد المساجين مشكلة محددة في تقارير حقوق الإنسان المتعلقة بالعقاب في الماضي، فتجاوزت سعة السجون من 50 إلى 300 في المائة خلال عام 2014. كان هناك 10 حالات وفاة للسجناء في عام 2013 بما في ذلك انتحارين لم تحقق فيهما السلطات بشكل كافٍ.
أصبح البروتوكول الاختياري لمؤتمر مناهضة التعذيب وغيره من أنواع المعاملة أو العقوبة القاسية أو اللاإنسانية أو المهينة قابلاً للتنفيذ في عام 2009، وأنشأ المجلس الاتحادي بعد فترة وجيزة في عام 2010 لجنة وطنية لمنع التعذيب لضمان حقوق الإنسان.

### العدالة
يُحكَم النظام القضائي السويسري بشكل أساسي من قبل الدستور الذي يتطلب استقلال القضاء. يوجد هناك فرضية البراءة ومحاكمات علنية وخالية من التأخير غير المبرر. تفتقر سويسرا حاليًا إلى ديوان مظالم وطني أو سلطة مماثلة لمراجعة الشكاوى والرد عليها.

### اللاجئون وطالبو اللجوء
طبّقت سويسرا سياسة منح اللجوء على المستوى الوطني حتى أيلول/سبتمبر في عام 2018 بعد التجديد في عام 2014. تتطلب هذه السياسة من طالبي اللجوء تقديم المستندات اللازمة أو أن يكون لديهم عذر مبرر لعدم وجود وثائق مناسبة أو المخاطرة بعدم منحهم حق اللجوء. عملت الأمة بموجب لائحة دبلن 2 منذ عام 2008، وسمحت بنقل طالبي اللجوء من وإلى الدول الأخرى الموقعة على الاتفاقية.